# Gerd Steinebach

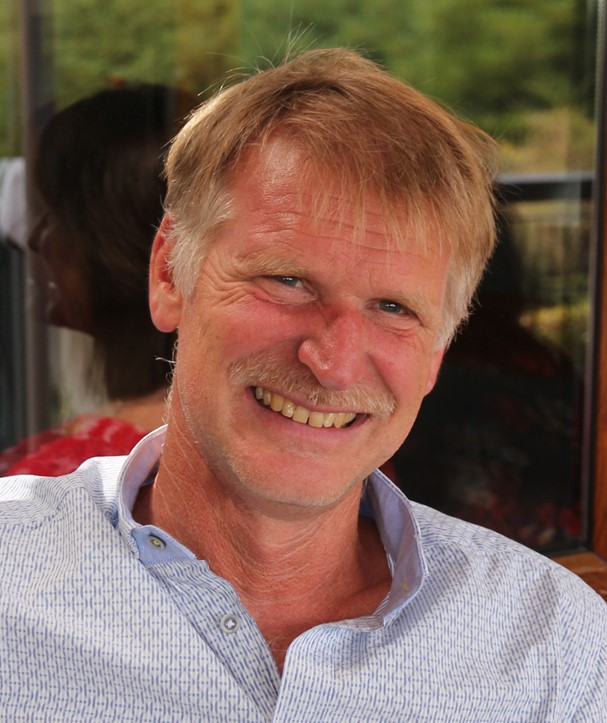
Gerd Steinebach (2020)

Gerd Steinebach (* 1962 in Vallendar) ist ein deutscher Mathematiker und Professor für Mathematik im Fachbereich Elektrotechnik, Maschinenbau und Technikjournalismus an der Hochschule Bonn-Rhein-Sieg. Er beschäftigt sich insbesondere mit Modellbildung und numerischer Mathematik.

## Leben
Gerd Steinebach studierte von 1982 bis 1987 Mathematik mit Nebenfach Informatik an der Universität Kaiserslautern, wo er anschließend als wissenschaftlicher Mitarbeiter im Projekt „Mathematik in der Industrie“ mitwirkte. Von 1989 bis 2001 trieb er als wissenschaftlicher Mitarbeiter in der Bundesanstalt für Gewässerkunde die Modellbildung voran, gestaltete insbesondere Wasserstands-Vorhersagen (z. B. für Niedrigwasser) und Alarmmodellberechnungen. Er gründete dort u. a. die AG „Mathematische Modelle“ mit einem internationalen Kolloquium „Mathematische Modelle in der Gewässerkunde“. 1995 promovierte er mit seiner Dissertation Die Linienmethode und ROW-Verfahren zur Abfluss- und Prozesssimulation in Fliessgewässern am Beispiel von Rhein und Mosel bei Peter Rentrop an der Universität Darmstadt.
Seine Freude an der Weitergabe von Wissen und an der Förderung junger Wissenschaftler ließen ihn 2001 einem Ruf an die Hochschule Bonn-Rhein-Sieg folgen, wo er mit zahlreichen Industrieprojekten (z. B. der Siemens AG und der Robert Bosch GmbH) Lehre und Industrie verbindet.
Gerd Steinebach ist verheiratet. Er hat zwei Kinder und drei Enkelkinder.

## Wirken
Gerd Steinebach wirkte prägend in der Modellbildung insbesondere für Strömungs- und Stofftransportmodelle für Fließgewässer mit. Als numerische Lösungsmethode wendet er dabei bevorzugt die Linienmethode an, in der partielle Differentialgleichungen (PDE) in Differential-Algebraische Gleichungen (DAE) umgewandelt und effizient gelöst werden. Dazu hat er insbesondere für den DAE-Gleichungslöser RODAS-P eigene Parametersätze entwickelt. Aufgrund seines Wirkens zur Verbesserung der Wasserstandsvorhersage, insbesondere für Niedrigwasser am Rhein, wurde ihm der Titel „Prophet der Strömungen im Rhein“ verliehen.
Nach seinem Wechsel an die Hochschule im Jahr 2001 weitete er die Anwendungsgebiete seiner Modellbildung und Numerik konsequent aus. Im Rahmen eines Sabbaticals unterstützte er die Siemens AG. Mit einer Studentengruppe baute er ein Verbrenner-Motorrad in ein emissionsfreies E-Motorrad um.
Beim Kongress ECMI2023 des European Consortium for Mathematics in Industry in Breslau (einer Mathematik-Konferenz mit Industrie-Anwendungen) organisierte er zusammen mit Michael Hilden, Robert Bosch GmbH, das Minisymposium MS5: „Requirements, Tools and Applications in the Simulation of Fluid Technical Netwoks“. Dabei wurde auch eine im Rahmen des beantragten, öffentlich geförderten Projektes „Solve Air“ geplante Industriezusammenarbeit vorgestellt.

## Veröffentlichungen
- Tim Jax, Andreas Bartel, Matthias Ehrhardt, Michael Günther, Gerd Steinebach (Hg.): Rosenbrock–Wanner–Type Methods: Theory and Applications. Cham: Springer, 2021. (Mathematics Online First Collections.)
- Gerd Steinebach: From River Rhine Alarm Model to Water Supply Network Simulation by the Method of Lines. In: Russo, Capasso et al. (Eds.): Progress in  Industrial Mathematics at ECMI 2014. Mathematics in Industry, Vol 22, 2017, S. 783–792
- G. Steinebach, P. Rentrop: Fließgewässersimulation zur Wasserstands- und Stofftransportvorhersage. 2004 (Berichte aus den numerischen Arbeitsgruppen, NUM 2004, TU München.)
- G. Steinebach, A. Q. T. Ngo: A Method of Lines Flux-Difference Splitting Finite Volume Approach for 1D and 2D River Flow Problems. In: Toro (Ed.): Godunov Methods: Theory and Applications, New York: Kluwer Academic / Plenum Publishers, 2001, S. 863–871
- G. Steinebach, K. Wilke: Flood Forecasting and Warning on the River Rhine. In: Water & Environment J (Water and Environment Journal), 14(1), 2000, S. 39–44
- Gerd Steinebach, Volker von Dalwigk (Hg.): Mathematische Modelle in der Gewässerkunde: Stand und Perspektiven. Beiträge zum Kolloquium am 15./16.11.1998 in Koblenz. In: BfG-Mitteilungen, Vol. 19, 1999
- P. Rentrop, M. Hilden, G. Steinebach: Wissenschaftliches Rechnen. In: Der Ingenieur der Wasser- und Schifffahrtsverwaltung, 1999, S. 19–23
- Michael Hilden, Gerd Steinebach: ENO-discretizations in MOL-applications: some examples in river hydraulics. In: Applied Numerical Mathematics, 28(2-4), 1998, S. 293–308
- P. Rentrop, G. Steinebach: Model and numerical techniques for the alarm system of river Rhine. In: Surveys Math. Industry (Surveys on mathematics for industry), 6(4), 1997, S. 245–265
- R. Eidner, M. Hilden, G. Steinebach: Der Einfluß von Stillwasserzonen auf den Stofftransport am Beispiel der Elbe. In: Internationale Arbeitsgemeinschaft der Donauforschung (Hg.): Limnologische Berichte Donau 1997, Band 1, 1997, S. 79–84
- P. Rentrop, G. Steinebach: The application of Runge-Kutta type methods in vehicle dynamic. In: Neunzert (Ed.): Proceedings of the Second Workshop on Road-Vehicle-Systems and Related Mathematics, June 20-25, 1987, ISI Torino, 1989, S. 143–161
- P. Rentrop, M. Roche, G. Steinebach: The application of Rosenbrock-Wanner type methods with stepsize control in differential-algebraic equations. In: Numer. Math. (Numerische Mathematik), 55(5), 1989, S. 545–563
- G.Steinebach: Construction of Rosenbrock-Wanner method Rodas5P and numerical benchmarks within Julia Differential Equations package, 17. April 2023 (https://link.springer.com/article/10.1007/s10543-023-00967-x)